# Balekina-barlang
A Balekina-barlang 1988 óta Magyarország fokozottan védett barlangjai közül az egyik. A Bükki Nemzeti Park területén található.

## Leírás
A nyavalyás-tetői dolomitkőfejtőtől DK-re, közel a bányaudvar legfelső szintjének pereméhez található a bejárata, amely egy feltöltődött, inaktív víznyelőtöbörben nyílik. Három jól elkülöníthető kőzetcsoportban alakult ki: fekete márgalemezes mészkőben, dolomitkonglomerátumban és világosszürke dolomitos mészkőben. A barlang járatai általában tágak, 5–10 m szélesek és 10–15 m magasak. A lépcsőzetesen elhelyezkedő aknasor 5 részre tagolható.
Változatos alakú cseppkövek és heliktitek is előfordulnak benne, valamint kalcitkristályok bokorszerű képződményei is láthatók a falakon. A Pálmaház-teremben megszemlélhető gyönyörű képződménye a Pálma nevű cseppkő, ami 2,5 m magas és hófehér. Az alján található vízszintes járatban állandó vizű patak folyik. A barlang végpontján szifon akadályozza a továbbjutást. A vize a föld alatt a Jáspis-barlang vizével keveredik össze és a Garadna-patakba torkolló Wekerle-forrásban lát napvilágot. A vízszintes kiterjedése 96 m. Kötéltechnikai eszközök alkalmazása és a Bükki Nemzeti Park Igazgatóság engedélye kell a lezárt barlang megtekintéséhez.
Előfordul a barlang az irodalmában Balekina Cave (Takácsné, Eszterhás, Juhász, Kraus 1989) néven is.

## Kutatástörténet
1979-ben fedezték fel a Nehézipari Műszaki Egyetem Tudományos Diákkör Karszthidrológiai Szakcsoportjának barlangkutatói bontással. 1979-ben és 1980-ban 250 méter hosszig és 90 méter mélységig sikerült feltárni a változatos, aknákkal és termekkel tagolt járatrendszert. Felmérték fő járatait és az aknákba vaslétrákat szereltek bejárásának megkönnyítésére. Földtani leírás, barlangtérkép és bejárási útmutató is készült ekkoriban róla. Mivel a legmélyebb pontján végzett továbbjutási kísérletek eredménytelenek voltak felderítését lassan abbahagyták.
1982-ben a Miskolci Nehézipari Műszaki Egyetem Tudományos Diákköri Karszthidrológiai Szakcsoportjának volt kutatási engedélye a barlang kutatásához. Az 1984-ben kiadott Magyarország barlangjai című könyv országos barlanglistájában szerepel a Bükk hegységben lévő barlang Balekina-barlang néven. A listához kapcsolódóan látható az Aggteleki-karszt és a Bükk hegység barlangjainak földrajzi elhelyezkedését bemutató 1:500 000-es méretarányú térképen a barlang földrajzi elhelyezkedése. Bejárata az 1980-as évek végére betemetődött.
Az 1987. december 31-i állapot alapján Magyarország 55. leghosszabb barlangja az 5372 barlangkataszteri egységben lévő, 300 m hosszú Balekina-barlang. Az 56. leghosszabb barlang (Pénz-pataki-víznyelőbarlang) szintén 300 m hosszú. Az összeállítás szerint az 1977. évi Karszt és Barlangban közölt hosszúsági listában a Balekina-barlang nincs benne. Az 1987. december 31-i állapot alapján Magyarország 33. legnagyobb függőleges kiterjedésű barlangja az 5372/95 barlangkataszteri számú, 88,8 m függőleges kiterjedésű Balekina-barlang. Az összeállítás szerint az 1977. évi Karszt és Barlangban közölt mélységi listában a barlang nincs benne. Az NME TDK Karszthidrológiai Szakcsoport 1980. évi jelentésének hosszmetszetéről lett leolvasva, hogy a barlang 88,8 m függőleges kiterjedésű.
1988. október 1-től a környezetvédelmi és vízgazdálkodási miniszter 7/1988. (X. 1.) KVM rendeletének (6. §. 2. pont, illetve 5. sz. melléklet) értelmében a Bükk hegységben lévő Balekina-barlang fokozottan védett barlang. Fokozottan védett barlang geológiai és hidrológiai jelentősége miatt lett. Az 1988. évi Karszt és Barlangban közölve lett, hogy a Bükk hegységben elhelyezkedő Balekina-barlang bekerült Magyarország fokozottan védett barlangjai közé. Magyarországon a Balekina-barlanggal együtt 108 barlang van fokozottan védve.
Az 1989. évi Karszt és Barlangban lévő, Magyarország barlangjai című összeállításban található 3. ábrán (Bükk hegység térkép) be van mutatva a barlang földrajzi elhelyezkedése. A folyóirat 1989. évi különszámában napvilágot látott ennek az utóbbi tanulmánynak az angol nyelvű változata (The caves of Hungary). Ebben a tanulmányban Balekina Cave a barlang neve. Az angol nyelvű tanulmányhoz mellékelve megjelent egy olyan lista, amelyben Magyarország leghosszabb, és egy olyan lista, amelyben Magyarország legmélyebb barlangjai vannak felsorolva. A két felsorolás szerint a Bükk hegységben fekvő, 300 m hosszú és 89 m mély Balekina-barlang (Balekina Cave) 1988-ban Magyarország 56. leghosszabb és 33. legmélyebb barlangja.
1990-ben a Marcel Loubens Barlangkutató Egyesületnek volt kutatási engedélye a barlang kutatásához. 1990-ben bejáratát a Marcel Loubens Barlangkutató Egyesület tagjai újra megnyitották és járatainak többségét újra feltérképezték 1992-ben és 1993-ban. A barlangtérképet számítógépes technika alkalmazásával rajzolták, amelyet az első magyarországi digitális barlangtérképként tartanak nyilván. Hossza 512 méterre nőtt, a nem térképezett részekkel együtt meghaladta a 600 métert és mélysége változatlan maradt. 1995-ben a Wekerle-forrással való összefüggését vízfestéssel derítette ki Sásdi László. 1997-ben le lett zárva.
1998. május 14-től a környezetvédelmi és területfejlesztési miniszter 13/1998. (V. 6.) KTM rendelete szerint a Bükki Nemzeti Park Igazgatóság illetékességi területén, a Bükk hegységben található Balekina-barlang az igazgatóság engedélyével látogatható. 2001. május 17-től a környezetvédelmi miniszter 13/2001. (V. 9.) KöM rendeletének értelmében a Bükk hegység területén lévő Balekina-barlang fokozottan védett barlang. Egyidejűleg a fokozottan védett barlangok körének megállapításáról szóló 1/1982. (III. 15.) OKTH rendelkezés hatályát veszti.
A 2003-ban napvilágot látott, Magyarország fokozottan védett barlangjai című könyvben található barlangismertetésben az olvasható, hogy 600 m hosszú, 90 m függőleges kiterjedésű és 96 m vízszintes kiterjedésű. A könyvben lévő, Egri Csaba és Nyerges Attila által készített hosszúsági lista szerint a Bükk hegységben lévő és 5372-95 barlangkataszteri számú Balekina-barlang Magyarország 42. leghosszabb barlangja 2002-ben. A 2002-ben 600 m hosszú barlang 1987-ben 300 m hosszú volt. A könyvben található, Egri Csaba és Nyerges Attila által készített mélységi lista szerint a Bükk hegységben lévő és 5372-95 barlangkataszteri számú Balekina-barlang Magyarország 35. legmélyebb barlangja 2002-ben. A 2002-ben 90 m mély barlang 1987-ben 89 m mély volt. 2005. szeptember 1-től a környezetvédelmi és vízügyi miniszter 22/2005. (VIII. 31.) KvVM rendelete szerint a Bükki Nemzeti Park Igazgatóság működési területén, a Bükk hegységben található Balekina-barlang a felügyelőség engedélyével látogatható.
A 2005-ben megjelent, Magyar hegyisport és turista enciklopédia című kiadványban önálló szócikke van a barlangnak. A szócikk szerint a Balekina-barlang a Bükk hegység 1988-tól fokozottan védett természeti értéke. A nyavalyás-hegyi dolomitbányától K-re, a bányaudvar peremén, 548 m tszf. magasságban van a barlang bejárata. A barlangot 1979–1980-ban a Miskolci Nehézipari Műszaki Egyetem barlangkutatói tárták fel bontással. Szürke, rétegzett, kalciteres mészkőben, mészkődolomit-breccsában és sötétszürke, helyenként ősmaradványt tartalmazó mészkőben keletkezett a 600 m hosszú és majdnem 90 m mély víznyelőbarlang. Járatai általában tágak, 5–10 m szélesek és 10–15 m magasak. Ezek falát a változatos formájú cseppkövek mellett heliktit és bokorszerű kalcitkristályok ékesítik. Legszebb képződménye a Pálmaház-teremben lévő 2,5 m magas hófehér Pálma nevű cseppkő. Az öt részre tagolható, lépcsőzetesen elhelyezkedő aknasor alján fekvő vízszintes járatban patak folyik időnként. Törmelékszifon akadályozza a továbbjutást a végponton. Vízfestéssel ki lett mutatva, hogy a Wekerle-forrásban kerül felszínre a barlang vize. Engedély és kötéltechnikai eszközök alkalmazása kell a lezárt barlang bejárásához.
2005. szeptember 1-től a környezetvédelmi és vízügyi miniszter 23/2005. (VIII. 31.) KvVM rendelete szerint a Bükk hegységben lévő Balekina-barlang fokozottan védett barlang. 2007. március 8-tól a környezetvédelmi és vízügyi miniszter 3/2007. (I. 22.) KvVM rendelete szerint a Bükki Nemzeti Park Igazgatóság működési területén lévő Bükk hegységben elhelyezkedő Balekina-barlang az igazgatóság engedélyével tekinthető meg. 2013. július 19-től a vidékfejlesztési miniszter 58/2013. (VII. 11.) VM rendelete szerint a Balekina-barlang (Bükk hegység, Bükki Nemzeti Park Igazgatóság működési területe) az igazgatóság hozzájárulásával látogatható. 2015. november 3-tól a földművelésügyi miniszter 66/2015. (X. 26.) FM rendelete szerint a Balekina-barlang (Bükk hegység) fokozottan védett barlang. Az agrárminiszter 17/2021. (IV. 9.) AM rendelete szerint a Bükk hegységben, az Aggteleki Nemzeti Park Igazgatóság működési területén lévő Balekina-barlang 2021. május 10-től az igazgatóság engedélyével látogatható. A 13/1998. (V. 6.) KTM rendelet egyidejűleg hatályát veszti.